# Egyptský sultanát
Egyptský sultanát (arabsky المملكة المصرية) byl státní útvar existující v letech 1914–1922. Jednalo se o protektorát Velké Británie.

## Historie

Protektorátní vlajka 1914–1922

Na začátku první světové války britské úřady, jejichž vojska okupovala Egypt už od roku 1882, prohlásily Egypt za svůj protektorát. Britové využili Egypťany k boji proti osmanské armádě. Nacionalisté v roce 1919 vyslali deklaraci na Pařížskou mírovou konferenci a požadovali, aby Egypt vyhlásil nezávislost. V roce 1922 bylo vyhlášeno samostatné Egyptské království.
Egypt a Velká Británie měly též ve společné správě Súdán.